# HD 191096
HD 191096，又名BD+55 2324，SAO 32276、HR 7692，是一颗恒星，视星等为6.21，位于銀經90.3，銀緯12.9，其B1900.0坐标为赤經20h 3m 5.1s，赤緯+56° 12.9′ 7″。